# Бабака, Стефан
Стефан Бабака (22.01.1919 г., Ирак — 6.04.2007 г., Эрбиль, Ирак) — первый архиепископ Эрбиля Халдейской католической церкви с 28 октября 1969 года по 5 августа 1994 года.

## Биография
Стефан Бабака родился 22 января 1919 года в Ираке. 15 мая 1941 года был рукоположён в священника.
28 октября 1969 года Римский папа Павел VI назначил Стефана Бабаку архиепископом Эрбиля. 6 декабря 1969 года он был рукоположён в епископа.
5 мая 1994 года вышел на пенсию. Умер 6 апреля 2007 года.